# Parcels (band)
Parcels er et australsk band baseret i Berlin